# Хайкануш Марк
Хайкануш Марк (на арменски: Հայկանուշ Մառք) е арменска писателка феминистка, поетеса, журналистка публицистичка и обществена фигура. Пише и става известна под псевдонима Хайкануш Марк, за който взема първата сричка от името на баща си след приемането на Закона за фамилните имена в Турция през 1934 г.

## Биография и творчество
Хайкануш Марк, с рождено име Айкануш Маргар Топузян, е родена на 14 февруари 1883 г. в квартала „Аяспаша“ на Константинопол, Османска империя, в семейството на Маргар Топузян. Учи в Начално и средно училище „Есаян“ в квартал „Бейоглу“ на Истанбул.
След завършване на средното си образование през 1898 г. работи като помощник-учител в сиропиталището на арменската болница „Едикуле“ в продължение на четири години. Същевременно взема частни уроци по арменски език при литературния експерт Акоб Гурген. След това тя преподава осем години в девическата гимназия „Никогосян“.
Първата ѝ статия е публикувана арменско-турско периодично издание Manzûme-i Efkâr, след което получава предложения за сътрудничество от периодични издания като Pürag, Hanrakidag, Püzantion и Panaser.
През 1903 г., преди да навърши 20 години, получава втора награда в конкурс за поезия от литературния вестник „Масис“. Същата година е публикуван и първият ѝ роман „Душа на момиче“ (Աղջկան մը հոգին). Омъжва се за редакционния директор на Manzûme-i Efkâr Вахан Тошигян.
През 1905 г. тя започва да редактира базираното в Константинопол женско арменско списание „Цвете“, като се стреми авторите да са предимно жени. Списанието прекратява дейността си през 1907 г., когато тя последва съпруга си в Смирна, където той редактира местните издания „Зора“ и „Ориент“, а тя завежда дамската им секция.
Двойката се завръща в Константинопол през 1909 г., където тя развива широка обществена дейност. Става секретар на арменската компания „Азганвер“, а после заема същата длъжност в Асоциациите на арменските жени, Националния комитет за болнична подкрепа и на др. Работи усилено по разкриването на арменски училища в провинцията и осигуряването на момичета.
През 1919 г. тя започва да издава двуседмичното феминистко списание „Арменска жена“, което е по-малко феминистко от другите ѝ предишни публикации. Списанието е закрито през 1932 г. от турското правителство, тъй като арменците са обвинени в подкрепа на „враговете на турците“ и подкрепа на съюзниците през годините след Първата световна война. През този период, през 1921 г. е издадена стихосбирката ѝ „Моменти на мързел“.
През 1936 г. тя работи във вестник „Нор Лур“, издаван от съпруга ѝ, като ръководи женската му секция. Сътрудничи с периодичните издания „Бюракн“, „Зов на Армения“, „Млад арменец“. През 1954 г., за нейната 50-годишнина, е издаден сборникът ѝ с поетическо-публицистични произведения: „Хайкануш Марк. „Живот и работа“.
Заедно с арменските писателки като Србухи Тусаб, Забел Асадур и Забел Йесаян, Хайкануш Мар има значителен принос за интелектуалното наследство на истанбулските арменци. Като публицист става авторка на произведения и публикации, които разкриват емоционалния свят на арменката и допринасят за движението на арменските жени и защитата на техните права.
През последните години от живота ѝ здравето ѝ се влошава и се лекува в Народната болница в Истанбул. Хайкануш Марк умира на 7 март 1966 г. в Истанбул, Турция. Погребана е в арменското гробище „Шишли“ на Истанбул. Тя завещава всичките си вещи на манастира „Светия Кръст“.

## Произведения
- Աղջկան մը հոգին (1903) – роман
- Ծաղիկ կանանց (1905 – 1907) – публикации
- Հայ կին (1919 – 1932) – публикации
- Ծուլութեան պահերէս (1921) – поетичен сборник
- Կեանքը ու գործը (1954) – сборник